# Ingilinburg
Die Ingilinburg, auch Trigelsburg und Frieselinburg genannt, ist eine abgegangene mittelalterliche Höhenburg in der Gemarkung der Gemeinde Veilsdorf im Landkreis Hildburghausen in Thüringen.

## Darlegungen zur wüst gefallenen Ingilinburg
Im Nordosten der Gemeinde auf einem kleinen spornartigen Rücken des nach Südwesten abfallenden Berges gab es einst die Ende des 12. Jahrhunderts erwähnte Ingilinburg, von der um 1940 noch Mauerreste sichtbar gewesen sein sollten. Ihr gegenüber stand oberhalb der Gottesackerkirche das Steinhaus als Burg genannt, die den Rittern und Herren von Veilsdorf als Stammsitz diente.
Diese verteidigungsbereiten wehrhaften Standorte dienten der damaligen Gesellschaft zur Bewahrung des Friedens und zum Schutz der Menschen.